# BINGO (telescópio)
BINGO (acrônimo de Baryon Acoustic Oscillations from Integrated Neutral Gas Observations) é um radiotelescópio projetado para fazer a primeira detecção de Oscilações Acústicas de Bárions (BAO), que são ondas geradas pela interação dos átomos com a radiação no inicio do Universo, e que podem ser observadas na faixa de radiofrequência. Por meio do telescópio BINGO, será possível medir o impacto da energia escura na evolução do Universo por meio da radiação de hidrogênio neutro, que pode indicar a distribuição espacial das galáxias. Além disso, o telescópio também irá detectar as Rajadas Rápidas de Rádio (FRBs), fenômeno astrofísico de natureza desconhecida.   
O projeto BINGO é uma colaboração internacional liderada pela Universidade de São Paulo (USP), e conta com a colaboração de pesquisadores de diversos países, incluindo Brasil - Instituto Nacional de Pesquisas Espaciais (INPE) e Universidade Federal de Campina Grande (UFCG) -, China (Universidade de Yangzhou) e Inglaterra (Universidade de Manchester e University College London), além também de ter apoio das instituições Shanghai Jiao Tong (China), Institute for Basic Science (Coreia do Sul), IAP – Institut d'Astrophysique de Paris (França), University of Rome (Itália), IAC – Instituto de Astrofísica das Canárias (Espanha), Instituto Max Planck (Alemanha), Universidade de KwaZulu-Natal (África do Sul), Universidade Federal de Itajubá (Brasil) e Universidade Federal do Cariri (Brasil).
O radiotelescópio possui financiamento principalmente da Fundação de Amparo à Pesquisa do Estado de São Paulo (FAPESP) e do Governo do Estado da Paraíba, tendo com pesquisador responsável Elcio Abdalla, do Instituto de Física da Universidade de São Paulo.

## Ciência
O hidrogênio é o elemento mais abundante do Universo, constituindo cerca de 75% de toda a matéria usual conhecida, conhecida como matéria bariônica. Está presente em diversas formas no espaço, sendo a mais comum o hidrogênio neutro (HI). De acordo com a mecânica quântica, apenas algumas linhas de emissão podem ser observadas, o que limita as possíveis transições eletrônicas e, assim, a energia dos fótons emitidos. Devido à interação entre o spin do próton e do elétron, existe uma diferença de energia muito pequena associada a esses dois estados do átomo de hidrogênio, fazendo com que haja uma transição eletrônica que produz um fóton de comprimento de onda de 21 cm, cuja frequência é de aproximadamente 1,4 GHz. Esse processo é chamado de spin-flip e está associado à estrutura fina do átomo de hidrogênio.
O radiotelescópio BINGO irá realizar a detecção da radiação de 21 cm emitida pelas galáxias utilizando a técnica de Intensity Mapping, na qual não há resolução de fontes individuais, mas sim a medição do sinal total vindo de uma certa região do céu. Dessa maneira, regiões com uma quantidade maior de galáxias irão ter um brilho mais intenso associado, o que permitirá o mapeamento da estrutura em larga escala do Universo, levando à detecção das Oscilações Acústicas de Bárions (BAO).
Devido à expansão do Universo, quanto mais distante uma galáxia se encontra da nossa, maior é a velocidade com a qual ela se afasta de nós. Isso gera o efeito de redshift cosmológico, fazendo com que a luz observada aqui na Terra seja de uma frequência menor do que a frequência de emissão. Isso permite relacionar esse desvio na frequência com a distância das galáxias. Assim, o telescópio BINGO foi projetado para detectar frequências entre 980 MHz e 1260 MHz, associadas a altos redshifts, entre 0,13 e 0,45.
Além das Oscilações Acústicas de Bárions, o BINGO será capaz de detectar também as Rajadas Rápidas de Rádio (FRBs, do inglês Fast Radio Bursts), fenômeno astrofísico detectado recentemente e cuja natureza ainda se desconhece. Com os dados coletados, será possível estudar quais fenômenos no Universo, sejam eles de escala estelar ou galáctica, são capazes de produzir tais rajadas.

## Desenvolvimento social
O radiotelescópio BINGO, atualmente em construção em São Paulo com instalação sendo realizada na região de Piancó na serra do Urubu, no sertão da Paraíba, desempenha um papel catalisador no desenvolvimento regional tanto em São Paulo quanto no Nordeste do Brasil. Além de seus avanços inovadores e científicos, o radiotelescópio apresenta uma infinidade de possibilidades para o crescimento regional e nacional.
Dentro desse contexto, o projeto conta com uma equipe de educação e divulgação científica composta por pesquisadores, educadores, comunicadores científicos, jornalistas e outros profissionais de comunicação. Essa equipe interdisciplinar está ativamente envolvida na construção e fortalecimento de uma cultura científica. Os esforços colaborativos entre o Instituto de Física e o Centro de Comunicação e Educação da USP, o Laboratório de Estudos Avançados em Jornalismo da Universidade Estadual de Campinas (Unicamp), e a UFCG estão focados no desenvolvimento de iniciativas tanto em São Paulo quanto na Paraíba, dedicadas à educação científica e à divulgação.
A região de Piancó é caracterizada como uma das áreas mais economicamente desfavorecidas do estado da Paraíba, apresentando índices educacionais abaixo da média estadual. Além disso, é a região com menor acesso ao ensino superior. Embora projetos de infraestrutura, como cabeamento de fibra óptica e recursos para sistemas de governança digital, estejam em andamento nas cidades de Piancó, a implementação efetiva dessas iniciativas é limitada devido à escassez de profissionais especializados na região.
O radiotelescópio BINGO possui um potencial significativo para intervir nos sistemas de produção regional, contribuindo para o aprimoramento da formação de mão de obra e impulsionando a economia das áreas carentes. As ações desenvolvidas nessa região visam não apenas ampliar as oportunidades de emprego, mas também proporcionar novas perspectivas aos cidadãos por meio do estabelecimento e fortalecimento de uma cultura científica local.
Considerando que o BINGO se tornará uma parte integrante do cotidiano das pessoas na região de Piancó, podemos aproveitar a curiosidade natural em torno da instalação do radiotelescópio para promover a formação de uma cultura científica nas escolas locais.
Na cidade de Aguiar, onde o radiotelescópio BINGO vem sendo instalado, a cosmologia desempenha um papel fundamental no estabelecimento e fortalecimento de uma cultura STEAM (Ciência, Tecnologia, Engenharia, Arte e Matemática). Esse trabalho é realizado com o apoio da Universidade Federal de Campina Grande, que destinou recursos para esse fim.
A UFCG mantém um campus em Cajazeiras, a maior cidade do sertão paraibano, focado na formação de professores. O projeto do BINGO inclui a construção de um museu de ciência dedicado à astronomia no sertão, onde também será instalada a sala de controle do radiotelescópio. Esse museu desempenhará um papel central na divulgação científica e servirá como um centro irradiador para atividades educativas e futuros cursos de pós-graduação na área.
O radiotelescópio BINGO conta com uma equipe dedicada à Educação e Divulgação Científica. O projeto está em fase de construção em São Paulo e será instalado no sertão da Paraíba, na região conhecida como Piancó. Além de seu potencial inovador e desenvolvimento científico, o radiotelescópio oferece diversas possibilidades para impulsionar o desenvolvimento regional, tanto em São Paulo quanto no Nordeste brasileiro.
Nesse contexto, a equipe de Educação e Divulgação Científica é composta por pesquisadores, educadores, educomunicadores, jornalistas e outros profissionais de comunicação. Essa equipe está empenhada na construção e fortalecimento de uma cultura científica na região. O Instituto de Física e o Núcleo de Comunicação e Educação da USP, o Laboratório de Estudos Avançados em Jornalismo da Unicamp e a Universidade Federal de Campina Grande estão desenvolvendo ações em São Paulo e na Paraíba voltadas para a Educação e Divulgação Científica.
A região de Piancó é considerada uma das mais pobres da Paraíba, com índices educacionais abaixo da média do estado e acesso limitado ao ensino superior. Embora haja projetos de cabeamento de fibra óptica e recursos destinados à criação de sistemas de governança digital nas cidades da região, a falta de profissionais especializados impede a implementação efetiva dessas iniciativas.
O projeto BINGO possui um potencial de intervenção nos sistemas de produção da região, contribuindo para melhorar a formação de mão de obra e impulsionar a economia das áreas menos favorecidas. As ações desenvolvidas na região têm como objetivo não apenas criar novas oportunidades de emprego, mas também promover uma nova perspectiva para os cidadãos por meio do estabelecimento e fortalecimento de uma cultura científica.
Uma vez que o radiotelescópio BINGO se tornará parte do cotidiano das pessoas na região de Piancó, podemos aproveitar a curiosidade natural em torno da sua instalação para promover a formação de uma cultura científica nas escolas locais.

## Ensino

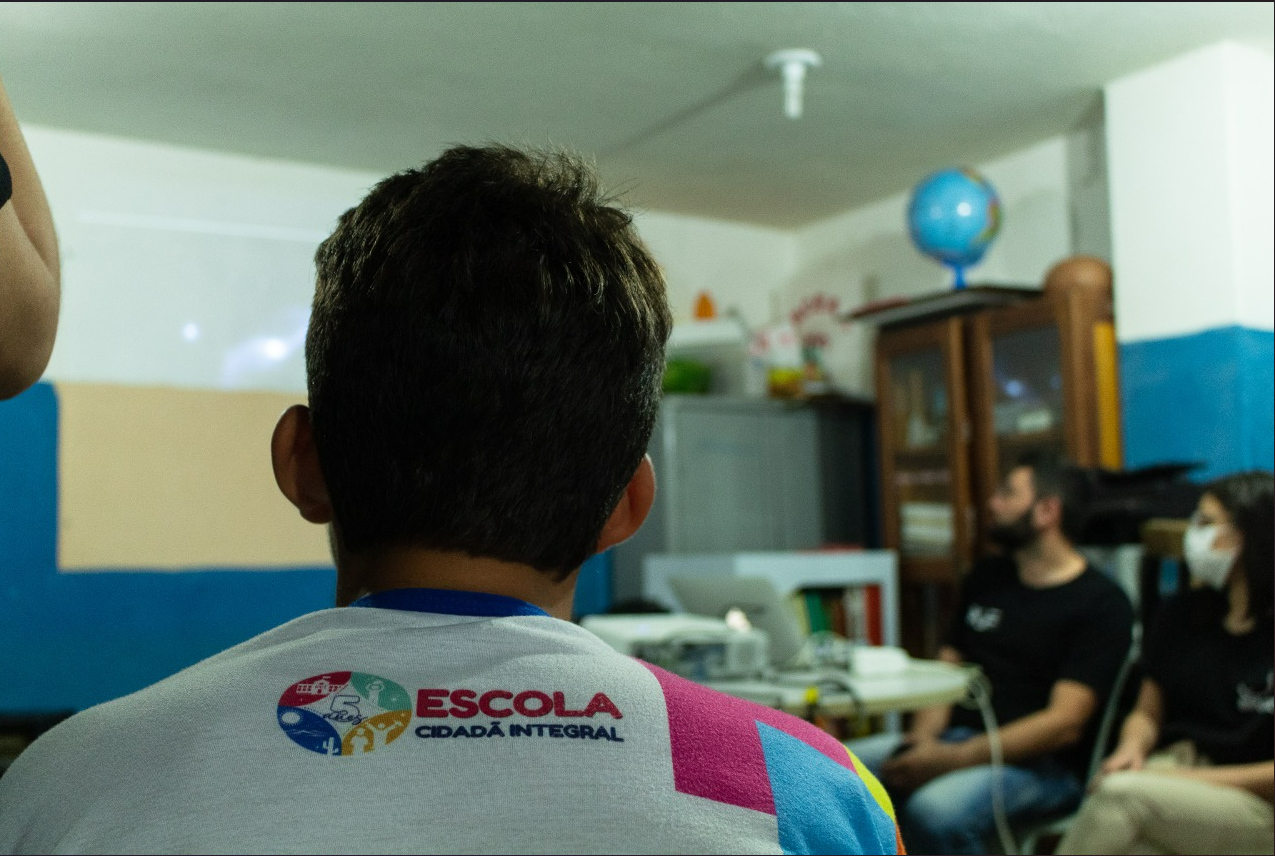
Divulgação cientifica em redes de ensino.

O radiotelescópio BINGO desempenha um papel fundamental na promoção da pesquisa científica e na formação de especialistas voltados para o ensino superior, impulsionando assim a construção do conhecimento científico e a capacitação de profissionais para o mercado nacional.
O projeto BINGO tem sido objeto de estudo por parte de estudantes, desde a graduação até o doutorado, nas várias instituições envolvidas no projeto. No Brasil, esses estudantes contam com bolsas e auxílios fornecidos pela Fundação de Amparo à Pesquisa do Estado de São Paulo (FAPESP), Coordenação de Aperfeiçoamento de Pessoal de Nível Superior (CAPES), Conselho Nacional de Desenvolvimento Científico e Tecnológico (CNPq) e pela Pró-Reitoria de Pesquisa e Extensão da Universidade Federal de Campina Grande.

## Design

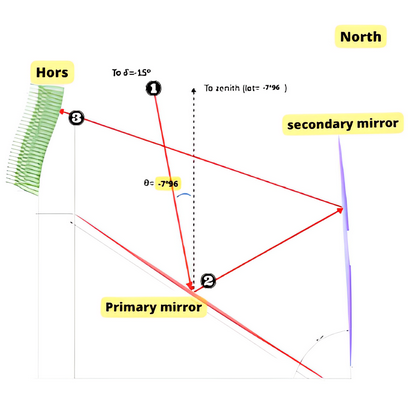
Entrada das ondas de radio vindas do espaço e sua trajeto ate as antenas cornetas.

O BINGO é um telescópio com design óptico do tipo Crossed-Dragone, constituído por dois espelhos: um espelho primário de formato paraboloidal, cujo semieixo menor medirá 20 m de raio, o qual captará a radiação vinda do céu, fazendo-a refletir em seguida no espelho secundário, de formato hiperboloidal, cujo semieixo menor medirá 17,8 m, que direcionará os sinais para o plano focal, onde 28 cornetas coletarão a radiação para os receptores.
O arranjo de cornetas será disposto seguindo um esquema chamado de Double Rectangular, no qual quatro colunas de sete cornetas são dispostas lado a lado, para que uma cubra a lacuna de observação da outra, permitindo uma observação mais uniforme do céu. Essa decisão foi tomada considerando que o BINGO é um telescópio de trânsito, ou seja, utiliza a estratégia de escaneamento por deriva (drift scan), na qual o telescópio aponta para uma região de altitude e azimute fixos, e o mapeamento do céu se dá por meio da rotação da Terra.
O Instituto Nacional de Pesquisas Espaciais está participando do desenvolvimento do design, construção dos protótipos e testes das cornetas, assim como da parte eletrônica do radiotelescópio, desenvolvimento e testes de técnicas de calibração e análise de dados. Ele também faz parte do comitê gestor do projeto.

## Tecnologia e inovação

Antena corneta do radiotelescópio BINGO

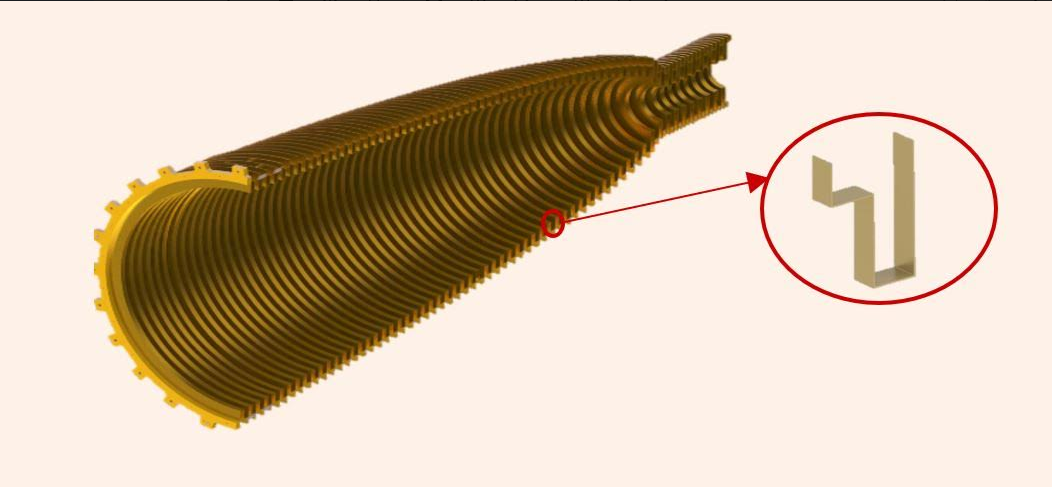
Imagem da corneta. O detalhe mostra o perfil interno

O radiotelescópio BINGO foi projetado com ênfase em custo reduzido em comparação a outros equipamentos de mesma categoria globalmente. Embora alguns dos componentes eletrônicos já estejam disponíveis no mercado, três elementos-chave do radiotelescópio - as cornetas, os guias de onda polarímetros (ou magic-tees) e os digital backends - apresentam desafios tecnológicos que estão sendo superados pela equipe de pesquisadores do projeto. A tecnologia e os processos utilizados para desenvolver e construir esses componentes têm aplicações em diversas áreas e oferecem oportunidades para a indústria nacional.
As cornetas são os elementos responsáveis pela alta sensibilidade requerida na detecção dos sinais cósmicos. O protótipo foi desenvolvido no Instituto Nacional de Pesquisas Espaciais (INPE), com pesquisadores e engenheiros do INPE fornecendo treinamento e orientação para a indústria local na construção do protótipo. Esse avanço tecnológico representa um resultado significativo que pode contribuir para o desenvolvimento da indústria nacional de telecomunicações, permitindo o desenvolvimento de novas técnicas de construção de antenas.
As cornetas são compostas por anéis de alumínio extrudados em formato semelhante ao de uma cadeira, desenvolvido pela equipe de pesquisadores e engenheiros do projeto. Esse perfil possibilita a otimização da produção, reduzindo o uso de matéria-prima e, consequentemente, diminuindo os custos do projeto.

## Instalação
O radiotelescópio será instalado na Serra do Urubu, no município de Aguiar, Paraíba. Outras localidades foram avaliadas, no Uruguai, no Rio Grande do Sul, em São Paulo e em Goiás. A escolha da localidade na Paraíba deu-se por ser o local com nível de interferência em radiofrequência (RFI, do inglês Radio Frequency Interference) mais baixo entre os procurados.
No momento, encontra-se em funcionamento o radiotelescópio Uirapuru, instalado na Universidade Federal de Campina Grande, que consiste em uma antena corneta que está sendo utilizada para realizar testes operacionais antes da instalação das cornetas do BINGO. Futuramente, o Uirapuru servirá como protótipo de um conjunto de detectores chamados de outriggers, projetados para aprimorar a busca do BINGO pelo sinal dos FRBs.

## Artigos
1)	The BINGO project - I. Baryon acoustic oscillations from integrated neutral gas observations.
2)	 The BINGO project - II. Instrument description.
3)	The BINGO Project - III. Optical design and optimization of the focal plane.
4)	The BINGO project - IV. Simulations for mission performance assessment and preliminary component separation step.
5)	The BINGO Project V: Further steps in Component Separation and Bispectrum Analysis.
6)	The BINGO project - VI. H I halo occupation distribution and mock building.
7)	The BINGO Project VII: Cosmological Forecasts from 21-cm Intensity Mapping.
8)	The BINGO project - VIII. Recovering the BAO signal in HI intensity mapping simulations.
9)	Baryon acoustic oscillations from Integrated Neutral Gas Observations: Broadband corrugated horn construction and testing.
10)	Baryon Acoustic Oscillations from Integrated Neutral Gas Observations: an instrument to observe the 21cm hydrogen line in the redshift range 0.13 < z < 0.45 – status update.
11)	Baryon acoustic oscillations from Integrated Neutral Gas Observations: Radio frequency interference measurements and telescope site selection.
12)	Testing synchrotron models and frequency resolution in BINGO 21 cm simulated maps using GNILC.